# Gran Consiglio (Ticino)
Il Gran Consiglio del Canton Ticino (in tedesco Grosser Rat des Kantons Tessin) è il parlamento del Canton Ticino. Ha sede nella capitale del cantone, Bellinzona, nel Palazzo delle Orsoline.

## Elezione
L'elezione del Gran Consiglio avviene ogni 4 anni in contemporanea con quella del Consiglio di Stato. L'ultima elezione è occorsa il 7 aprile 2019.
Viene usato un sistema proporzionale a turno unico che determina la spartizione dei 90 seggi tra le varie liste di partito in base ai loro voti ottenuti. Viene utilizzato un solo circondario per tutto il Cantone, ma i partiti hanno la facoltà d'istituire, se lo desiderano, dei circondari regionali interni. 
Nel caso di dimissioni o decesso d'un/a deputato/a il suo seggio viene attribuito al subentrante di lista (cioè alla persona classificatasi prima fra i non eletti). Se un/a deputato/a abbandona il proprio partito ha il diritto di conservare il seggio fino a fine legislatura.

## Composizione

### Attuale
La ripartizione dei seggi alle ultime elezioni del 2019 è la seguente (tra parentesi i seggi attribuiti agli stessi partiti nelle tornate elettorali del 2015 / 2011 / 2007 / 2003):
- PLR.I Liberali Radicali(centrodestra/destra): 23 (24 / 23 / 27 / 30)
- Lega dei Ticinesi (destra populista): 18 (22 / 21 / 15 / 11)
- Partito Popolare Democratico (centro-democristiano): 16 (17 / 19 / 21 / 24)
- Partito Socialista (sinistra): 13 (13 / 14 / 18 / 16)
- Unione Democratica di Centro (destra nazionalista): 7 (5 / 5 / 5 / 6)
- I Verdi (ecologista): 6 (6 / 7 / 4 / 2)
- Movimento per il Socialismo (trotskisti): 3 (1 / 1 / 0 / 0)
- Più Donne (femministe): 2 (- / - / - / -)
- Partito Comunista (sinistra): 2 (1 / 0 / 0 / 0)
- Partito Verdi Liberali Ticino (centro) (0/ 0 / 0 / 0)

### Risultati
| Nr. | Lista                                                                 | Schede  | % Schede | Voti emessi | Voti non emessi | Voti di lista | % Voti di lista |
| --- | --------------------------------------------------------------------- | ------- | -------- | ----------- | --------------- | ------------- | --------------- |
| 1   | Più Donne                                                             | 1 840   | 1.43     | 173 124     | 229 218         | 402 342       | 2.07            |
| 2   | Movimento per il socialismo - Partito Operaio Popolare - Indipendenti | 2 440   | 1.89     | 183 636     | 281 272         | 464 908       | 2.39            |
| 3   | Movimento di MontagnaViva                                             | 707     | 0.55     | 22 599      | 119 723         | 142 322       | 0.73            |
| 4   | Partito Socialiste e Gioventù Socialista                              | 15 242  | 11.81    | 1 702 087   | 1 111 051       | 2 813 138     | 14.47           |
| 5   | Partito Liberale Radicale (PLRT)                                      | 26 578  | 20.59    | 2 892 191   | 2 031 685       | 4 923 876     | 25.33           |
| 6   | Verdi liberali                                                        | 1 075   | 0.83     | 33 742      | 167 518         | 201 260       | 1.04            |
| 7   | Per un Cantone rispettoso dei (suoi) minori                           | 91      | 0.07     | 2 300       | 15 840          | 18 140        | 0.09            |
| 8   | Partito Popolare Democratico + Generazione Giovani                    | 18 363  | 14.23    | 2 036 153   | 1 391 297       | 3 427 450     | 17.63           |
| 9   | Partito Comunista e Indipendenti                                      | 1 156   | 0.90     | 96 405      | 143 296         | 239 701       | 1.23            |
| 10  | Lega Verde                                                            | 599     | 0.46     | 25 102      | 96 091          | 121 193       | 0.62            |
| 11  | I Verdi del Ticino                                                    | 6 782   | 5.25     | 807 443     | 480 507         | 1 287 950     | 6.63            |
| 14  | Lega dei Ticinesi                                                     | 20 982  | 16.26    | 2 278 047   | 1 583 295       | 3 861 342     | 19.87           |
| 15  | Movimento Il Torchio                                                  | 126     | 0.10     | 3 226       | 20 943          | 24 169        | 0.12            |
| 16  | Unione Democratica di Centro (UDC)                                    | 6 789   | 5.26     | 785 094     | 534 688         | 1 319 782     | 6.79            |
| 17  | Partito Evangelico (PEV)                                              | 250     | 0.19     | 5 952       | 41 236          | 47 188        | 0.24            |
| 18  | Spazio ai Giovani                                                     | 573     | 0.44     | 51 267      | 91 772          | 143 039       | 0.74            |
|     |                                                                       |         |          |             |                 |               |                 |
| 99  | Schede senza intestazione                                             | 25 480  | 19.74    |             |                 | VOTI BIANCHI  | 3 795 340       |
|     |                                                                       |         |          |             |                 |               |                 |
|     | Totale                                                                | 129 073 | 100      | 11 098 368  | 8 339 432       | 19 437 800    | 100             |

### Ripartizione
| Nr. | Lista                                                                 | Voti di lista | Seggi 1. ripartizione | Quoziente 2. ripartizione | Seggi 2. ripartizione | Totale seggi |
| --- | --------------------------------------------------------------------- | ------------- | --------------------- | ------------------------- | --------------------- | ------------ |
| 1   | Più Donne                                                             | 402342        | 1                     | 186366.45                 | 1                     | 2            |
| 2   | Movimento per il socialismo - Partito Operaio Popolare - Indipendenti | 464908        | 2                     | 32956.90                  | 1                     | 3            |
| 3   | Movimento di MontagnaViva                                             | 142322        | 0                     | 0.00                      | 0                     | 0            |
| 4   | Partito Socialiste e Gioventù Socialista                              | 2813138       | 13                    | 5455.85                   | 0                     | 13           |
| 5   | Partito Liberale Radicale                                             | 4923876       | 22                    | 172413.90                 | 1                     | 23           |
| 6   | Verdi liberali                                                        | 201260        | 0                     | 0.00                      | 0                     | 0            |
| 7   | Per un Cantone rispettoso dei (suoi) minori                           | 18140         | 0                     | 0.00                      | 0                     | 0            |
| 8   | Partito Popolare Democratico + Generazione Giovani                    | 3427450       | 15                    | 187816.75                 | 1                     | 16           |
| 9   | Partito Comunista e Indipendenti                                      | 239701        | 1                     | 23725.45                  | 1                     | 2            |
| 10  | LEGA VERDE                                                            | 121193        | 0                     | 0.00                      | 0                     | 0            |
| 11  | I Verdi del Ticino                                                    | 1287950       | 5                     | 208072.25                 | 1                     | 6            |
| 14  | LEGA DEI TICINESI                                                     | 3861342       | 17                    | 189757.65                 | 1                     | 18           |
| 15  | Movimento Il Torchio                                                  | 24169         | 0                     | 0.00                      | 0                     | 0            |
| 16  | Unione democratica di centro                                          | 1319782       | 6                     | 23928.70                  | 1                     | 7            |
| 17  | Partito Evangelico (PEV)                                              | 47188         | 0                     | 0.00                      | 0                     | 0            |
| 18  | Spazio ai Giovani                                                     | 143039        | 0                     | 0.00                      | 0                     | 0            |

| Voti di tutte le liste         | 19437800  |
| Candidati da eleggere          | 90        |
| Quoziente (prima ripartizione) | 215975.55 |

#### Partito liberale radicale ticinese
| Candidata/o          | Data di nascita | Località           | Voti personali |
| -------------------- | --------------- | ------------------ | -------------- |
| Farinelli Alex       | 16.12.1981      | Comano             | 54246          |
| Caprara Bixio        | 11.01.1965      | Bellinzona         | 46260          |
| Pini Nicola          | 30.11.1984      | Locarno            | 43649          |
| Ferrara Natalia      | 14.11.1982      | Stabio             | 41058          |
| Speziali Alessandro  | 26.07.1983      | Minusio            | 40900          |
| Gaffuri Sebastiano   | 03.06.1990      | Breggia            | 40829          |
| Käppeli Fabio        | 28.03.1995      | Bellinzona         | 38307          |
| Gianella Alessandra  | 02.09.1986      | Lugano             | 36751          |
| Galusero Giorgio     | 17.06.1946      | Bellinzona         | 36412          |
| Schnellmann Fabio    | 27.12.1960      | Lugano             | 36356          |
| Viscardi Giovanna    | 17.09.1975      | Lugano             | 36262          |
| Quadranti Matteo     | 25.08.1966      | Balerna            | 35975          |
| Maderni Cristina     | 06.02.1966      | Melide             | 35735          |
| Polli Maristella     | 30.01.1945      | Collina d'Oro      | 35632          |
| Orsi Lorenzo         | 09.01.1970      | Capriasca          | 33624          |
| Ris Michela          | 18.05.1979      | Ascona             | 35317          |
| Garzoli Giacomo      | 13.09.1975      | Locarno            | 34480          |
| Piezzi Aron          | 28.07.1976      | Maggia             | 34226          |
| Cedraschi Alessandro | 04.08.1951      | Origlio            | 33842          |
| Gianella Alex        | 10.11.1974      | Blenio             | 33824          |
| Passardi Roberta     | 22.02.1961      | Torricella-Taverne | 33388          |
| Tenconi Diana        | 01.04.1978      | Quinto             | 33123          |
| Terraneo Omar        | 16.11.1971      | Biasca             | 32613          |
| Bertoli Marco        | 22.07.1963      | Cadenazzo          | 31431          |

#### Lega dei ticinesi
| Candidata/o           | Data di nascita | Località           | Voti personali |
| --------------------- | --------------- | ------------------ | -------------- |
| Caverzasio Daniele    | 31.03.1975      | Mendrisio          | 40020          |
| Bignasca Boris        | 17.12.1986      | Lugano             | 39719          |
| Bignasca Attilio      | 01.11.1943      | Lugano             | 38224          |
| Foletti Michele       | 21.04.1966      | Lugano             | 37179          |
| Rückert Amanda        | 21.01.1987      | Lugano             | 34997          |
| Guerra Michele        | 11.11.1985      | Pollegio           | 33896          |
| Badasci Fabio         | 05.07.1970      | Frasco             | 31926          |
| Genini Sem            | 01.07.1976      | Riviera            | 29670          |
| Robbiani Massimiliano | 16.10.1966      | Mendrisio          | 28965          |
| Minotti Mauro         | 26.05.1963      | Bellinzona         | 27118          |
| Aldi Sabrina          | 10.06.1985      | Lugano             | 26881          |
| Alberti Eolo          | 31.10.1958      | Bioggio            | 26865          |
| Petrini Enea          | 13.10.1967      | Lugano             | 26587          |
| Censi Andrea          | 09.07.1992      | Lugano             | 26570          |
| Buzzini Bruno         | 21.12.1968      | Locarno            | 26422          |
| Balli Omar            | 06.10.1970      | Terre di Pedemonte | 26290          |
| Guscio Lelia          | 07.06.1960      | Bellinzona         | 26189          |
| Tonini Stefano        | 02.08.1991      | Chiasso            | 26172          |

#### Partito popolare democratico + Generazione Giovani
| Candidata/o              | Data di nascita | Località        | Voti personali |
| ------------------------ | --------------- | --------------- | -------------- |
| Fonio Giorgio            | 01.07.1984      | Chiasso         | 36686          |
| Dadò Fiorenzo            | 04.01.1971      | Cevio           | 32875          |
| Ghisolfi Nadia           | 18.12.1979      | Bellinzona      | 30602          |
| Pagani Luca              | 14.04.1963      | Balerna         | 29605          |
| Agustoni Maurizio        | 23.02.1982      | Mendrisio       | 29231          |
| Gendotti Sabrina         | 07.04.1983      | Massagno        | 29132          |
| Franscella Claudio       | 04.10.1959      | Muralto         | 28939          |
| Jelmini Lorenzo          | 04.01.1965      | Lugano          | 28562          |
| Passalia Marco           | 07.04.1981      | Ascona          | 28040          |
| Battaglioni Fabio        | 11.05.1958      | Bellinzona      | 27574          |
| Berardi Giovanni         | 08.04.1968      | Alto Malcantone | 26836          |
| Isabella Claudio         | 10.03.1989      | Biasca          | 25251          |
| Caroni Paolo             | 09.04.1971      | Locarno         | 25162          |
| Ermotti-Lepori Maddalena | 24.08.1957      | Massagno        | 24654          |
| Imelli Sara              | 19.07.1979      | Bodio           | 24435          |
| Ghisla Alessio           | 03.04.1991      | Acquarossa      | 23879          |

#### Partito socialista
| Candidata/o              | Data di nascita | Località           | Voti personali |
| ------------------------ | --------------- | ------------------ | -------------- |
| Durisch Ivo              | 29.06.1967      | Riva San Vitale    | 30939          |
| Biscossa Anna            | 01.04.1954      | Morbio Inferiore   | 27802          |
| Sirica Fabrizio          | 31.05.1989      | Locarno            | 25811          |
| Bang Henrik "Bingo"      | 13.04.1972      | Bellinzona         | 25770          |
| Riget Laura              | 02.07.1995      | Bellinzona         | 24506          |
| Ghisletta Raoul          | 29.05.1961      | Lugano             | 24391          |
| Garbani Nerini Fabrizio  | 26.08.1971      | Terre di Pedemonte | 19405          |
| Lepori Carlo             | 09.12.1947      | Capriasca          | 21318          |
| La Mantia Luigina "Gina" | 10.10.1962      | Blenio             | 20519          |
| Lurati Grassi Tatiana    | 20.05.1976      | Comano             | 20415          |
| Buri Simona              | 61.09.1978      | Lugano             | 19622          |
| Pugno-Ghirlanda Daniela  | 27.02.1951      | Minusio            | 19542          |
| Corti Nicola             | 24.08.1970      | Capriasca          | 19506          |

#### Unione democratica di centro
| Candidata/o      | Data di nascita | Località    | Voti personali |
| ---------------- | --------------- | ----------- | -------------- |
| Marchesi Piero   | 19.09.1981      | Monteggio   | 18596          |
| Filippini Lara   | 08.06.1983      | Monteceneri | 16116          |
| Morisoli Sergio  | 23.05.1964      | Bellinzona  | 15468          |
| Galeazzi Tiziano | 29.07.1967      | Lugano      | 14455          |
| Soldati Roberta  | 10.09.1969      | Losone      | 14078          |
| Pinoja Daniele   | 27.06.1956      | Losone      | 12813          |
| Pellegrini Edo   | 17.11.1953      | Vacallo     | 9564           |

#### I Verdi del Ticino
| Candidata/o              | Data di nascita | Località        | Voti personali |
| ------------------------ | --------------- | --------------- | -------------- |
| Schoenenberger Nicola    | 18.01.1976      | Lugano          | 14324          |
| Bourgoin Samantha        | 07.03.1972      | Avegno Gordevio | 14318          |
| Crivelli Barella Claudia | 03.05.1968      | Mendrisio       | 13630          |
| Noi Marco                | 18.06.1968      | Bellinzona      | 11738          |
| Gardenghi Cristina       | 01.02.1995      | Acquarossa      | 11252          |
| David Ronald "Ronnie"    | 16.02.1979      | Bellinzona      | 10688          |

#### Movimento per il socialismo
| Candidata/o            | Data di nascita | Località   | Voti personali |
| ---------------------- | --------------- | ---------- | -------------- |
| Pronzini Matteo        | 30.10.1970      | Bellinzona | 16530          |
| Lepori Sergi Angelica  | 15.05.1971      | Bellinzona | 6536           |
| Arigoni Zürcher Simona | 05.05.1967      | Balerna    | 5009           |

#### Più Donne
| Candidata          | Data di nascita | Località | Voti personali |
| ------------------ | --------------- | -------- | -------------- |
| Merlo Tamara       | 23.01.1968      | Lugano   | 8089           |
| Patuzzi Maristella | 14.02.1987      | Lugano   | 5874           |

#### Partito comunista
| Candidata/o                | Data di nascita | Località   | Voti personali |
| -------------------------- | --------------- | ---------- | -------------- |
| Ay Massimiliano Arif "Max" | 28.10.1982      | Bellinzona | 6728           |
| Ferrari Lea                | 29.10.1991      | Serravalle | 4583           |

## Fonti
- Parlamento ticinese, in Dizionario storico della Svizzera.